# Zusters van het Heilig Kruis
De Zusters van het Heilig Kruis is een rooms-katholieke zusterscongregatie.
De congregatie is voortgekomen uit het (conservatieve) Werk van de Heilige Engelen, dat in 1949 te Innsbrück is ontstaan. De regels van de congregatie werden opgesteld door Gabriele Bitterlich en vanaf 1967 in diverse bisdommen goedgekeurd. Het betreft een contemplatieve congregatie.
De congregatie is aangesloten bij de Reguliere Kanunniken van het Heilig Kruis.
In Nederland woonden er tot 2013 zusters van deze congregatie in het klooster Maria ter Engelen te Mechelen.